# Airdrop
În domeniul criptomonedelor, termenul airdrop reprezintă una dintre strategiile principale de marketing, având scopul de a atrage investitori noi. Acesta reprezintă o distribuție a unei criptomonede, de obicei gratuit, către un număr mare de portofele.
Tokenurile sunt distribuite participanților în schimbul învățării mai detaliate despre proiect și despre potențialul investiției în acesta. Acestea sunt implementate în primul rând ca o modalitate de a atrage atenția și noi adepți, rezultând o bază mai largă de utilizatori.
O mare parte din airdrop-urile prezente pe piața crypto sunt denumite si "bounty". Acestea își vor recompensa participanții cu token-uri pentru îndeplinirea unor sarcini de social media: Telegram, Twitter, Facebook, Medium, Instagram, LinkedIn etc.
Cu alte cuvinte, termenul "airdrop" descrie un eveniment care apare atunci când un proiect decide să distribuie token-uri utilizatorilor din orice motiv. Cu toate acestea, odata cu apariția anumitor proiecte de succes pe piața criptomonedelor au aparut și proiectele de tip "scam", care își atrag potențialii participanți și investitori cu niște proiecte vagi sau cu o sumă exagerată de bani doar pentru simpla participare la eveniment.
În anumite cazuri, start-up-urile tind să întârzie distribuția, cu o săptămână / lună sau poate cu un an, deoarece o parte din ele nu atrag mulți investitori pentru a-și atinge obiectivul minim de investiție.

## Scopurile

### Familiarizarea maselor
Făcând un airdrop, un start-up poate crea o conștientizare în masă despre proiectul lor sau despre vânzarea token-urilor, cu un cost minim. Campaniile social-media permit proiectului să devină vizibil pentru persoanele care altfel nu ar sti niciodată de existența acestuia fără vreun canal de informare al publicului.
Un airdrop poate crea, de asemenea, o rețea vastă de utilizatori care sunt motivați să împingă succesul unui proiect. În acest sens, aceștia se vor mobiliza pentru a face lucrurile împreuna în functie de anumiți factori, cum ar fi câștigarea voturilor comunității pentru listele de exchange. 

### Generarea unei baze de date
Un alt motiv pentru care anumite proiecte iși distribuie gratuit token-urile este pentru a genera baze de date. Organizațiile tind să acorde o atenție deosebită generării de date. Airdrop-urile sunt printre principalele metode care pot fi folosite pentru a genera informații valoroase pentru organizație. În schimbul token-urilor gratuite, utilizatorii vor fi rugați să completeze anumite formulare online care vor conține informații valoroase despre publicul lor țintă, pe care le pot utiliza pentru a dezvolta strategii de marketing.

### Recompensarea clienților loiali
Din când în când, serviciile bazate pe blockchain, cum ar fi platformele de schimb și de tranzacționare, furnizorii de portofele (eg: STELLAR) etc., doresc să le acorde jetoane clienților și abonaților. Airdrop-urile pot fi folosite ca un mijloc de a recompensa clienții fideli cu jetoane de criptomonedă gratuite. Acest lucru servește ca un stimulent care poate asigura un patronaj continuu pe astfel de platforme.

## Selecția participanților
Astăzi majoritatea airdrop-urilor care apar pe piață sunt lansate în general de start-up-uri care au nevoie de recunoaștere în mediul online. Pentru a beneficia de un renume, o bună parte din airdrop-urile lansate vor necesita anumite acțiuni care implică conturi pe platformele sociale (Telegram, Twitter, Facebook, Medium, Instagram, LinkedIn etc.)  sau pe platformele dedicate discuțiilor amicale despre cryptocurrency ( Bitcointalk ).
- Profil de Facebook: multe airdrop-uri vor solicita aprecierea paginii / comentariu într-o anumită postare / distribuirea campaniei într-o postare sau distribuirea ultimelor postări. Nu mereu se merge pe același tipar, dar este necesar un cont Facebook.

- Profil de Twitter: un alt cont de social media de care va fi nevoie este unul de Twitter. În cele mai multe cazuri, se va cere un re-tweet / tweet.

- Telegram: contul de telegram este o necesitate. Fiecare proiect va avea comunitatea adunată pe un canal de Telegram. Fiind una dintre principalele aplicații de informare, Telegram va fi obligatoriu la fiecare airdrop.

- Portofel ETH: portofelul ETH, de asemenea cunoscut sub numele de ERC20, este adresa de primire a token-urilor. Fără ea nu puteți primi jetoanele. Adresa începe cu "0x" și este urmată de o serie de 40 de caractere aleatorii.[5][este de încredere?]